# Ole Selnæs
Ole Selnæs (Trondheim, 7 de julio de 1994) es un futbolista noruego que juega en la demarcación de centrocampista para el Rosenborg BK de la Eliteserien.

## Selección nacional
Tras jugar con la selección de fútbol sub-16 de Noruega, la sub-17, la sub-18, la sub-19 y la sub-21, finalmente debutó con la selección absoluta el 24 de marzo de 2016. Lo hizo en un partido amistoso contra Estonia que finalizó con un resultado de empate a cero.

### Goles internacionales
| # | Fecha                 | Estadio                        | Oponente   | Gol | Resultado | Competición                                          |
| - | --------------------- | ------------------------------ | ---------- | --- | --------- | ---------------------------------------------------- |
| 1 | 5 de octubre de 2017  | San Marino Stadium, Serravalle | San Marino | 0-6 | 0-8       | Clasificación para la Copa Mundial de Fútbol de 2018 |
| 2 | 13 de octubre de 2018 | Ullevaal Stadium, Oslo         | Eslovenia  | 1–0 | 1–0       | Liga de Naciones de la UEFA 2018-19                  |

## Clubes
| Club                 | País    | Año       | Partidos | Goles |
| -------------------- | ------- | --------- | -------- | ----- |
| Rosenborg BK         | Noruega | 2012-2016 | 134      | 6     |
| A. S. Saint-Étienne  | Francia | 2016-2019 | 92       | 0     |
| Shenzhen F. C.       | China   | 2019-2021 | 46       | 4     |
| Hebei F. C. (cedido) | China   | 2021      | 14       | 1     |
| F. C. Zürich         | Suiza   | 2022-2023 | 29       | 0     |
| Rosenborg BK         | Noruega | 2023-     | 34       | 1     |

## Palmarés

### Campeonatos nacionales
| Título          | Club         | País    | Año  |
| --------------- | ------------ | ------- | ---- |
| Eliteserien     | Rosenborg BK | Noruega | 2015 |
| Copa de Noruega | Rosenborg BK | Noruega | 2015 |